# Hôtel de ville de Porto
L'Hôtel de ville de Porto (en portugais Câmara Municipal do Porte) est la mairie de la ville de Porto.

## Situation
La façade domine, au nord, la vaste perspective constituée par l'Avenida dos Aliados, qui s'étend jusqu'à la Praça da Libertade. A l'arrière, le bâtiment donne sur la Praça da Trindade, en face de l'église de la Sainte Trinité (Igreja da Santíssima Trindade).

## Histoire et description
Les travaux de construction ont commencé en 1920, et, malgré plusieurs interruptions, se sont achevés en 1955. L'immeuble a 6 niveaux et deux patios intérieurs. Exactement au centre du bâtiment s'élève une tour de 70 m de hauteur. À l'intérieur se trouve un carillon, auquel on peut accéder par un escalier de 180 marches.
La façade est en pierre de granite des carrières de Sãou Gens et de Fafe et est ornée d'une douzaine de sculptures de José Sousa, Caldas et Henrique Moreira qui montrent des activités typiques de Porto comme la culture de la vigne, l'industrie et la navigation. Devant le bâtiment se trouve une statue du poète Almeida Garrett (1799-1854), œuvre de 1954 du sculpteur Salvador Barata Feyo (pt).

## Galerie d'images

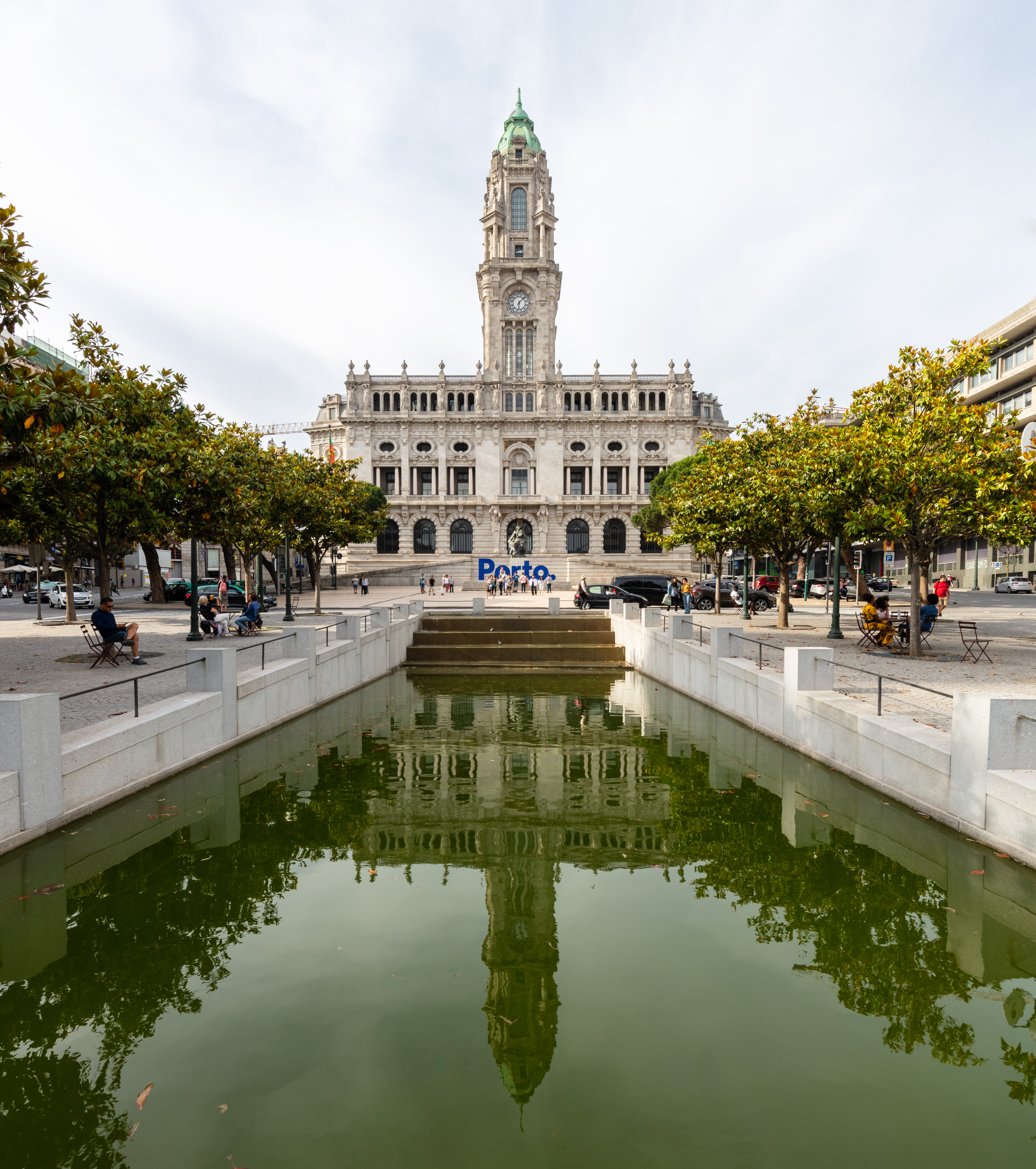
Vue générale.
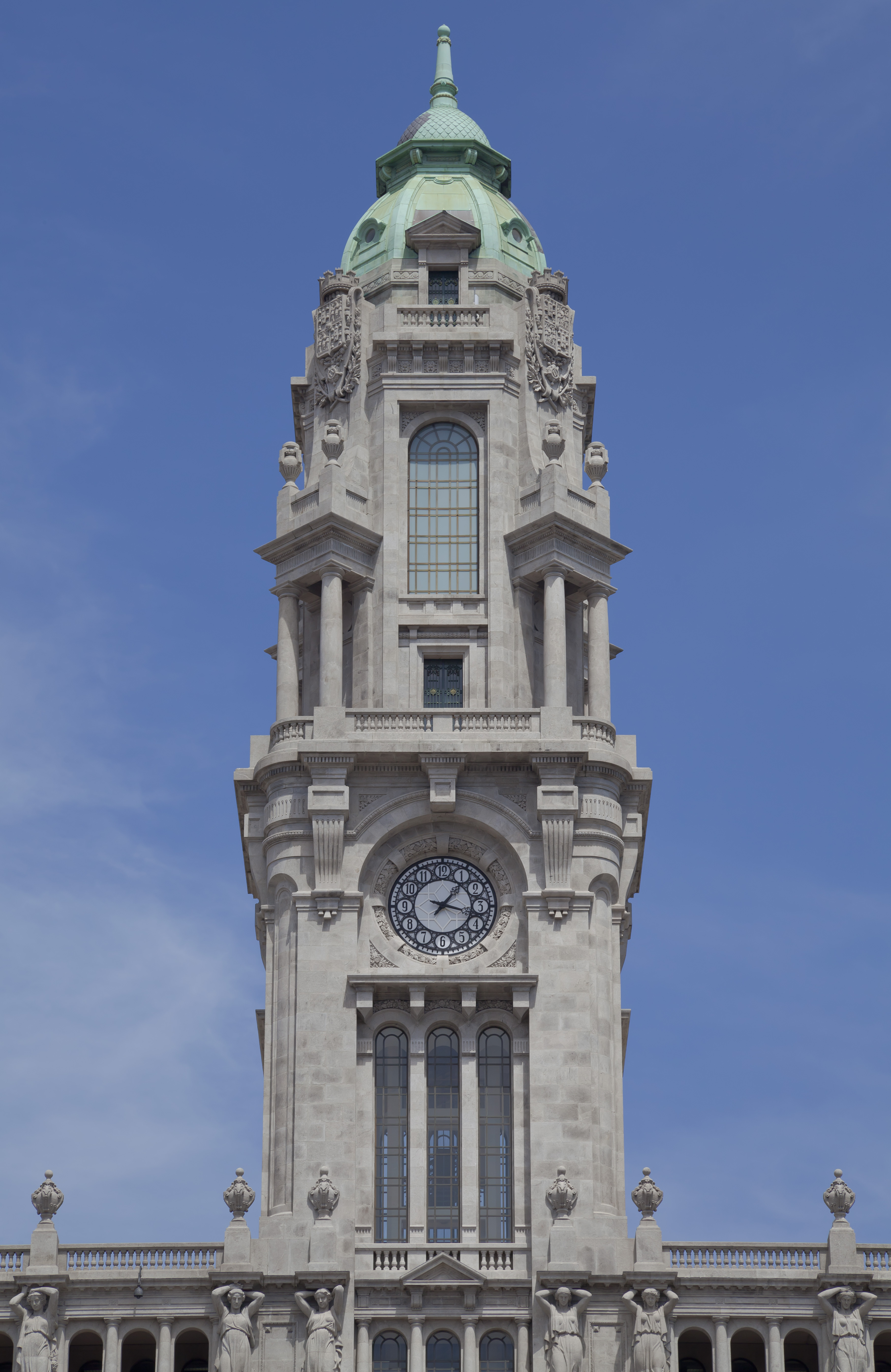
Détail de la tour.
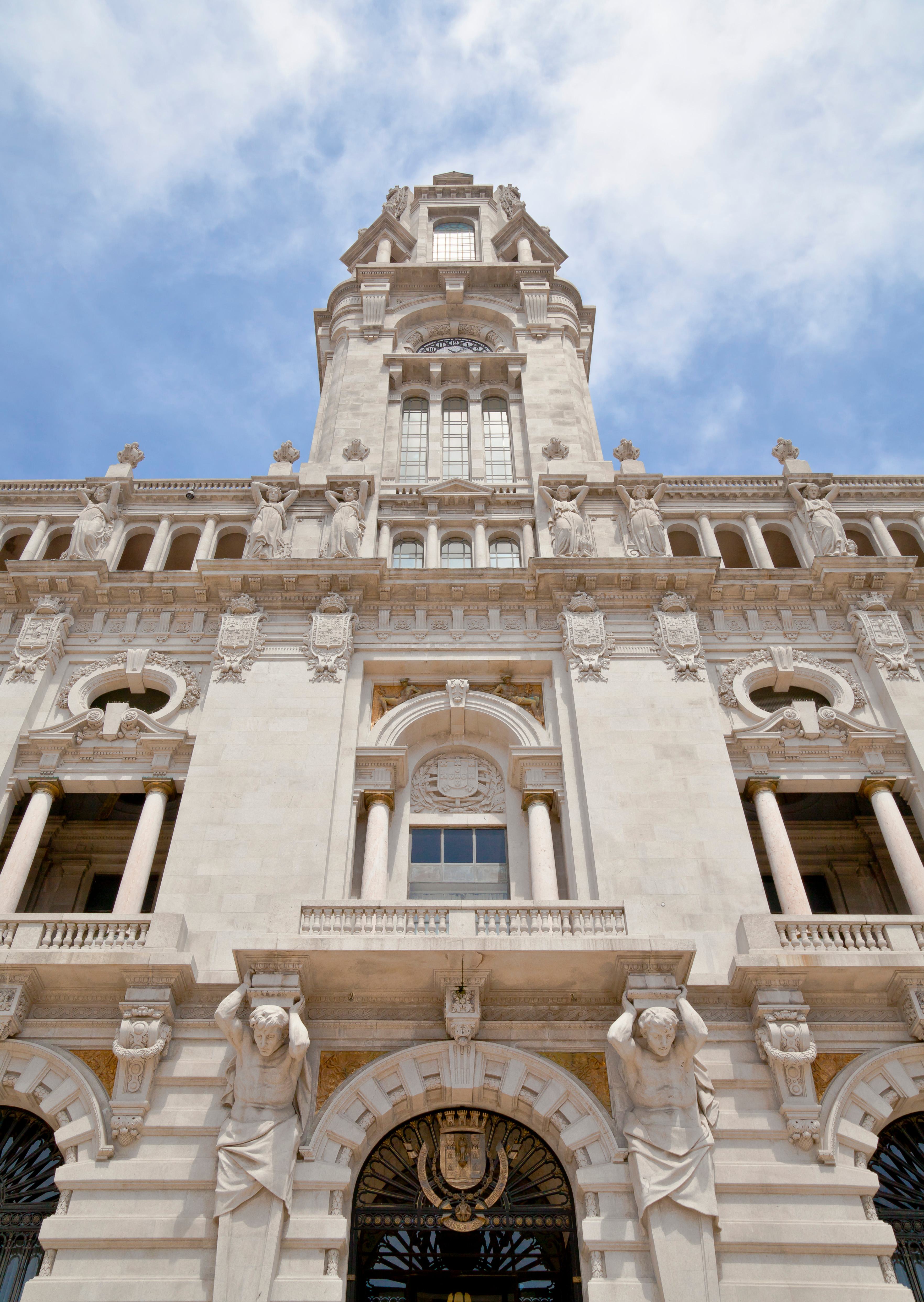
Vue de la tour.
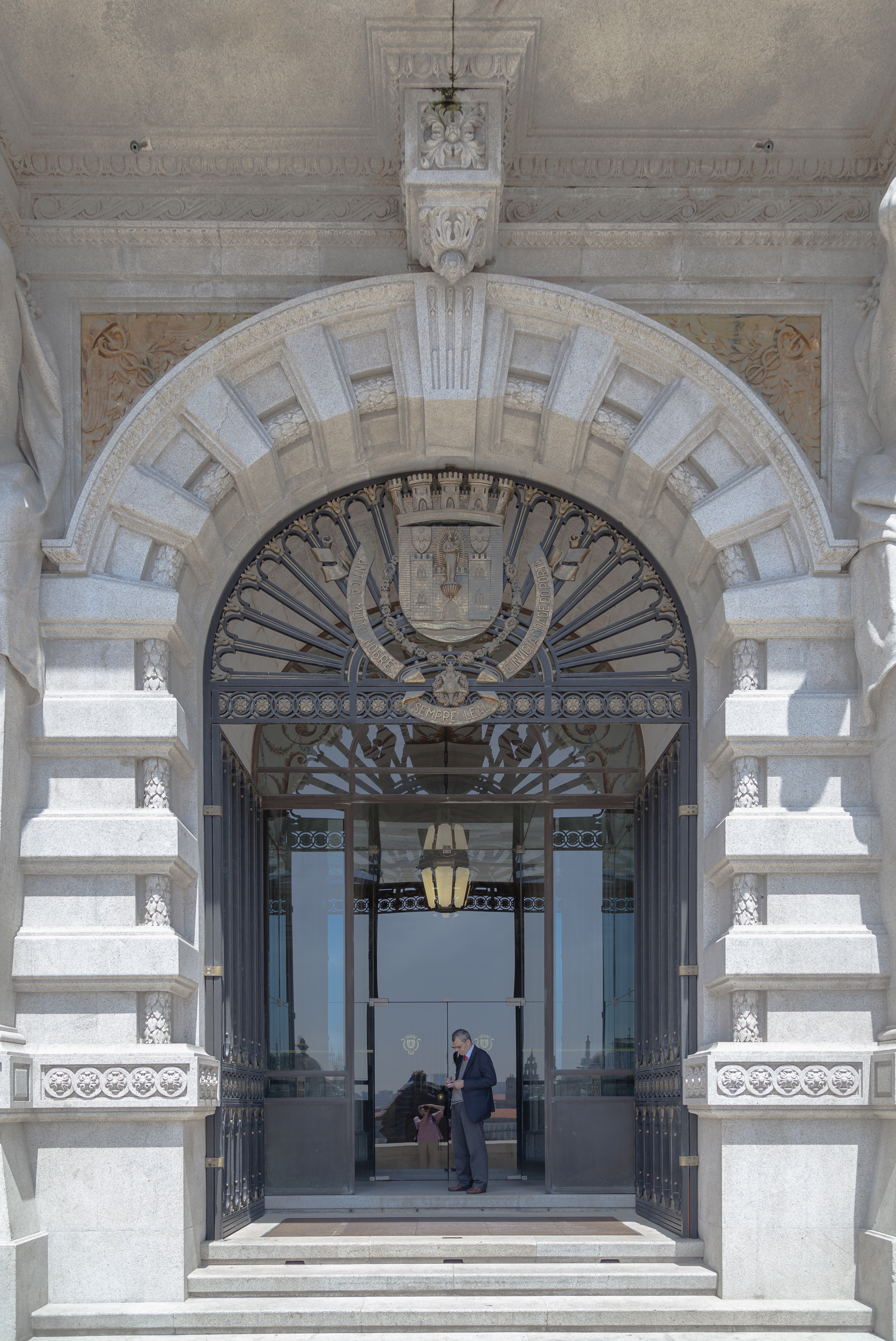
Entrée principale.
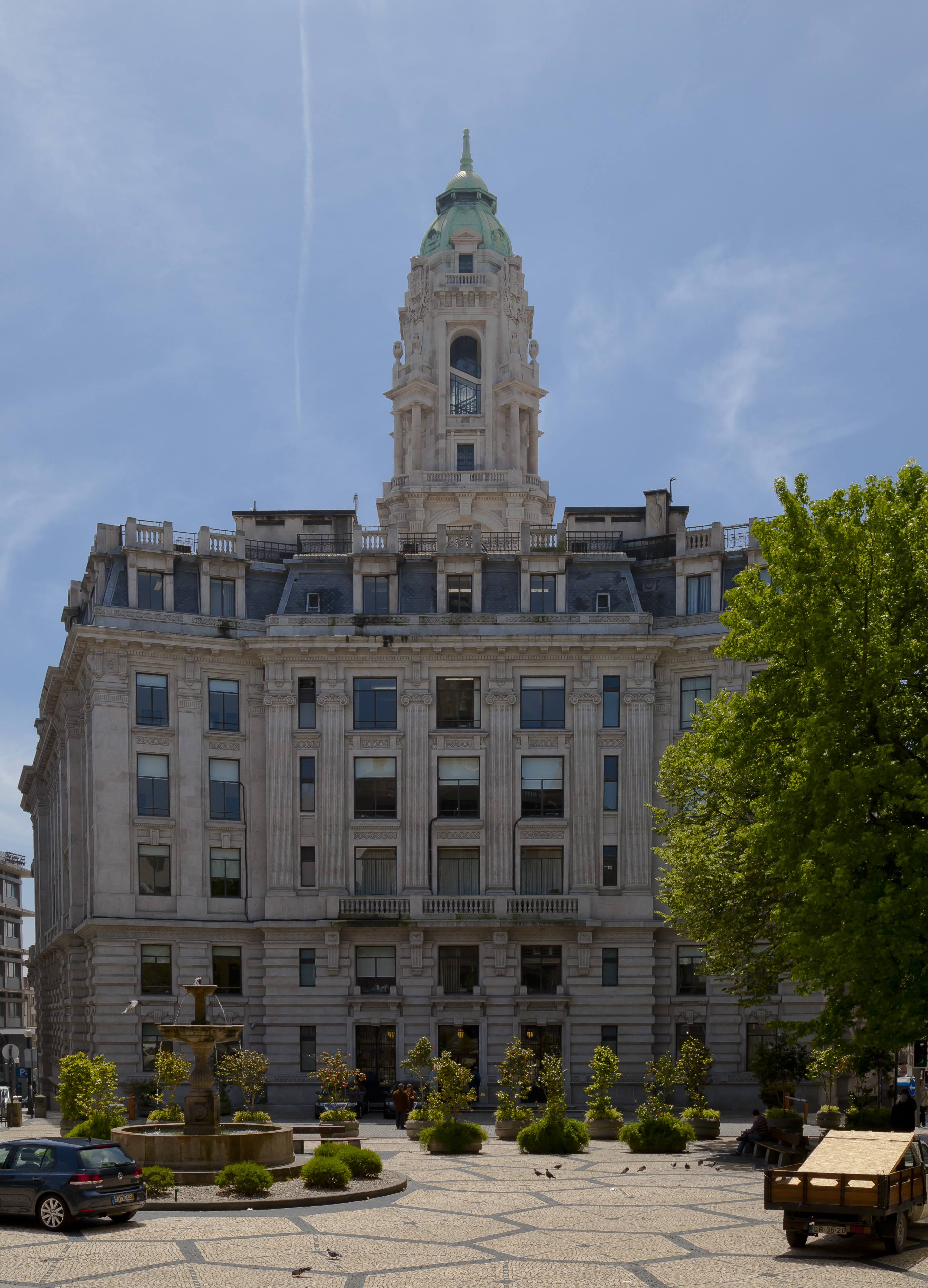
Vue postérieure.